# Cneu Cornélio Lêntulo Clodiano
Cneu Cornélio Lêntulo Clodiano (n 114 a.C.; em latim: Cneus Cornelius Lentulus Clodianus) foi um político da família dos Lêntulos da gente Cornélia da República Romana eleito cônsul em 72 a.C. com Lúcio Gélio Publícola. Intimamente ligado à família de Pompeu, é lembrado por ser um dos generais consulares que lideraram as legiões romanas contra o exército de escravos de Espártaco na Terceira Guerra Servil.

## Família
Embora nascido num ramo plebeu da família dos Marcelos da gente Cláudia, Clodiano foi adotado pela família patrícia dos Lêntulos da gente Cornélia, possivelmente como filho adotivo da Cneu Cornélio Lêntulo, cônsul em 97 a.C..

## Carreira
Clodiano foi eleito pretor por volta de 75 a.C. e suas ligações com Pompeu asseguraram sua eleição para o consulado em 72 a.C. Imediatamente Clodiano começou a proteger os interesses de seu protetor, apresentando uma lei para validar as concessões de cidadania romana feitas por Pompeu durante sua campanha na Hispânia. Ele e seu colega, Lúcio Gélio Publícola, também asseguraram que nenhum cidadão romano nas províncias poderia ser julgado in absentia por uma pena capital — uma tentativa de proteger Estênio de Termas das maquinações de Caio Verres na Sicília. Finalmente, Clodiano propôs ainda uma lei, repelida pelo ditador Sula, para exigir o pagamento dos que haviam comprado propriedades confiscadas dos que sofreram durante as proscrições sulanas.

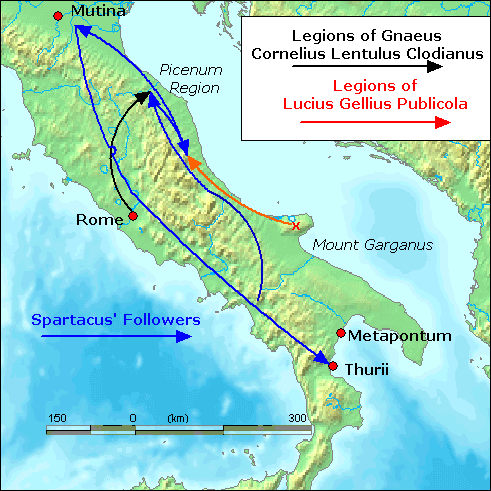
Derrotas consulares na Terceira Guerra Servil (72 a.C.)

Porém, o grande evento de seu consulado foi a revolta de Espártaco e a irrupção da Terceira Guerra Servil. Depois de conseguir diversas vitórias sobre algumas forças romanas mal-preparadas, o Senado finalmente reconheceu Espártaco como uma ameaça série e enviou os dois cônsules para enfrentar o exército de escravos com quatro legiões. Publícola marchou para o norte perseguindo as forças de Espártaco e Clodiano moveu-se para interceptá-lo, com o objetivo de tentar aprisionar Espártaco entre os dois exércitos. O exército de escravos de Espártaco destruiu as duas legiões de Clodiano nos Apeninos (perto da moderna Pistoia), num vale chamado Lêntula. Espártaco então se virou e derrotou as outras duas legiões de Publícola. Reunindo o que restou de suas respectivas forças, os dois cônsules foram novamente derrotados perto de Piceno.
Humilhados por estas derrotas, logo depois, no início do outono, Publícola e Clodiano foram sacados do comando pelo Senado Romano e a direção da guerra foi entregue a Crasso. Este revés na carreira de Clodiano foi, porém, temporário. Com o apoio de Pompeu, os dois foram nomeados censores em 70 a.C. e deram início a um expurgo sistemático do Senado Romano, removendo cerca de 64 senadores, entre eles diversos ligados ao julgamento de Opiânico, além de outras importantes figuras da política romana na época, como Caio Antônio Híbrida e Públio Cornélio Lêntulo Sura (a maioria deles foi depois inocentados pela corte e reassumiram suas funções). Eles identificaram 910 000 cidadãos e possivelmente nomearam Mamerco Emílio Lépido Liviano como príncipe do senado.

## Anos finais
Em 67 a.C., Publícola estava servindo como legado com imperium pretorial sob Pompeu, que havia recebido um comando extraordinário para livrar o Mediterrâneo de piratas. Clodiano recebeu o comando das forças na costa leste da Itália, com a missão de patrulhar o mar Adriático. No ano seguinte, já estava de volta em Roma para apoiar a aprovação da Lex Manilia, que concedeu a Pompeu o comando da Terceira Guerra Mitridática contra o rei do Ponto Mitrídates VI.

## Legado
Embora Clodiano tenha sido um notável orador, dizia-se que ele escondia sua falta de talento com sua teatralidade e sua boa voz. Teve um filho, de mesmo nome, foi enviado com Quinto Cecílio Metelo Crético e Lúcio Flaco ao território dos helvécios.